# Marit Øygard
Marit Øygard (* 10. Juni 1999 in Tromsø) ist eine norwegische Biathletin.
Marit Øygard lebt in ihrem Geburtsort Tromsø und studiert an der Universität Tromsø. Ihre ersten internationalen Rennen bestritt sie bei den Olympischen Jugend-Winterspielen 2016 in Lillehammer. Dort gewann sie in der Mixedstaffel gemeinsam mit Marthe Kråkstad Johansen, Fredrik Qvist Bucher-Johannessen und Sivert Guttorm Bakken. Bis 2021 folgten etwa ein Dutzend Einsätze bei internationalen Jugend- und Juniorenrennen. Bei den norwegischen Meisterschaften im Biathlon 2022 gewann Øygard gemeinsam mit ihrem Bruder Harald und Vebjørn Sørum als erste Mannschaft der Provinz Oppland das Mixedstaffelrennen.
Zur Saison 2024/25 bestritt sie ihre ersten Rennen im IBU-Cup. Nach einem zweiten und zwei fünften Plätzen bei der zweiten Station des IBU-Cups im norwegischen Geilo wurde sie beim Weltcup in Hochfilzen eingesetzt. Mit erheblichem Laufrückstand und drei Fehlern am Schießstand erreichte sie nur den 84. Platz im Sprint und verpasste damit die Qualifikation für das Verfolgungsrennen deutlich. Zurück im IBU-Cup erreichte sie mit einem vierten und einem siebten Platz in Brezno-Osrblie zwei weitere Top-10-Platzierungen. Sie nahm nicht an den Europameisterschaften in Martell teil und auch nicht an den letzten Rennen der Saison in Otepää. Bei den Norwegischen Meisterschaften in Stiklestad gewann sie gemeinsam mit Synne Owren und Eivor Melbybråten als Mannschaft der Provinz Oppland die Silbermedaille im Staffelrennen.